# Сокіл (стадіон, Львів)
Стадіо́н «Со́кіл» — футбольний стадіон у Львові в місцевості Сигнівка. Збудований у 1950–1990-х роках, належить Львівському заводу радіотехнічної апаратури. У 2009—2019 його винаймав футбольний клуб «Львів».
У 1950-х було створено футбольне поле для робітничої команди 125-го військового заводу, збудованого на місці передвоєнних авіаремонтних майстерень. У 1960-х роках футбольне поле переобладнали у стадіон. У 1970—1990-х роках внаслідок прибудови нових об'єктів (спортивного залу, волейбольного і гандбольного майданчиків, тенісних кортів) стадіон перетворився у спортивний комплекс. Ним користувалися футболісти, регбісти та лучники.
Футбольний клуб «Львів» планував провести реконструкцію стадіону під Євро 2012 і зробити його своєю домашньою ареною в місті. Проте через фінансові труднощі клуб на якийсь час припинив існування і реконструкція не відбулася.
До Другої світової війни у Львові назву «Сокіл» мав інший стадіон, відомий тепер як «Скіф».